# Насильство у романтичних стосунках між підлітками
Насильство у романтичних стосунках між підлітками — це фізичне, сексуальне або психологічне / емоційне насильство (або жорстоке поводження) у романтичних відносинах підлітків. Насильство з боку інтимного партнера (НІП) є добре вивченим і документально підтвердженими явищем у дорослих; однак кількість досліджень з питання про насильство в підліткових романтичних відносинах  значно менша, і тому ця тема досі залишається не до кінця зрозумілою. Дослідження в основному зосереджено на  молоді країн Кавказу, і нині не існує досліджень, які б приділяли особливу увагу НІП в підліткових одностатевих романтичних стосунках.
Насильство з боку інтимного партнера (НІП) у підлітків є важливою областю вивчення, оскільки, крім звичайних негативних наслідків посягання, це насильство відбувається в критичний період соціального і психічного розвитку людини. Ця тема також є важливою з точки зору гендерних досліджень, оскільки майже 32 відсотки підлітків чоловічої статі здійснюють щодо своїх партнерів будь-яке насильство, чи то сексуальне, фізичне або емоційне, в той час як насильство з боку жінок в підлітковому віці становить майже половину від цього показника. Окрім того, за даними Управління охорони здоров'я США, Центру по контролю і профілактиці захворювань, самі підлітки й дорослі часто не підозрюють про те, що неповнолітні зіштовхуються з насильством у романтичних стосунках.

## Гендерні відмінності
У літературі з проблеми насильства з боку інтимного партнера (НІП) серед підлітків відзначається, що показники однакові для всіх дівчат та хлопців в гетеросексуальних відносинах, які повідомляють про випадки НІП, або що дівчата в гетеросексуальних відносинах частіше, ніж їх однолітки-чоловіки, повідомляють про випадки насильства. Ely et al. заявили, що, на відміну від насильства в сім'ї в цілому, рівні показники НІП є унікальною характеристикою щодо насильства у стосунках  підлітків, і що це можливо тому, що період підліткового віку, особливий стан розвитку, супроводжується сексуальними характеристиками, які чітко відрізняються від характеристик дорослої людини. Крістін Векерле і Девід Вулф теоретизували, що в підлітковий період, коли чоловіки і жінки фізично рівніші, може сформуватися динаміка взаємного примусу і насильства, і що фізична рівність дозволяє дівчатам застосовувати більше сил проти фізичного насильства, ніж це можливо для дорослої жінки, яка зазнала нападу з боку повністю фізично зрілого чоловіка.
Відносно досліджень, що вказують на те, що дівчата так само або частіше, ніж хлопці, здійснюють насильство, автори підкреслюють, що існують значні відмінності між статями. Ці відмінності полягають у тому, що дівчата значно частіше, ніж хлопці, повідомляють про випадки жорстокого НІП, наприклад, їм погрожували зброєю, завдавали ударів, душили, били, підпалювали або ґвалтували, а також значно частіше, ніж хлопці, потребують психологічної допомоги або зазнають фізичні травми, що вимагають медичної допомоги, і повідомляють про сексуальне насильство як частини насильства на побаченні. Дівчата також схильні ставитися до НІП серйозніше. На відміну від дівчат, хлопці частіше повідомляють про менш серйозні дії, такі як щипання, ляпаси, подряпини або стусани. Дівчата частіше повідомляють про вчинення менш серйозних форм НІП, в тому числі як самозахист, в той час як хлопці частіше повідомляють про вчинення більш серйозних актів НІП, включаючи загрози, фізичне насильство і контроль над партнером. Те, що дівчата з більшою ймовірністю будуть залучені до НІП в результаті самооборони, підтверджується висновками про те, що попередня віктимізація є сильнішим прогностичним фактором скоєння злочинів серед жінок, ніж серед чоловіків. Інші дослідження показують, що хлопчики, які зазнали насильства в дитинстві з боку члена сім'ї, більш схильні до скоєння насильства над своїм партнером, в той час як дівчата, які зазнали того ж виду насильства, що і хлопці, схильні до відсутності співчуття і самооцінки; проте ризики, пов'язані з імовірністю здійснення насилля над своїм інтимним партнером і віктимізації серед підлітків, варіюються і погано вивчені.

## Суперечності та аргументи
Існує поширена помилка, що агресія має пожиттєву характеристику. Іншими словами, молоді люди, на яких в будь-який момент часу навішуються ярлики насильства й агресії або які вважаються такими, їх вбачають небезпечними на все подальше  життя. Це спірне питання, тому що є бажання захистити обидві сторони, залучені (або які можуть бути залучені) до насильства з боку підлітків під час побачень. В той час як визнання винуватого загрозою може завдати шкоди його або її життю та майбутнім відносинам, невизнання може наразити на небезпеку майбутніх партнерів.
Точиться дискусія з приводу того, чи маємо  ми як суспільство точну картину розповсюдженості та тяжкості скоєння насильства у роматичних стосунках між підліками відповідно до статі. Важливо відзначити, що, хоча підлітки чоловічої та жіночої статі не відрізняються загальною частотністю насильства в стосунках на побаченнях, жінки піддаються значно вищому рівню жорстокого насильства. У зв'язку з цим виникає питання про те, чи слід оцінювати насильство на основі "тяжкості" і як це може і має оцінюватися, або ж всі прояви насильства повинні однаково вважатися жорстокими.
Вік сексуальної згоди є питанням, яке не можна ігнорувати при обговоренні насильства у стосунках підлітків. Підлітковий секс регулюється таким чином, що закони про вік сексуальної згоди роблять підлітків, які не досягли певного віку, нездатних дати згоду на сексуальні відносини з дорослими, а іноді й з однолітками. У деяких випадках дорослий може бути всього на кілька місяців старше за неповнолітнього. Існує ряд держав, в яких закони про вік сексуальної згоди використовуються для кримінального переслідування за сексуальні відносини з обопільної згоди між двома особами, які не досягли віку, з якого дозволяється вступ у статеві відносини з обопільної згоди. В одних державах цей вид судового переслідування був визнаний неконституційним, посилаючись на порушення прав на недоторканність приватного життя, але залишається в силі і в інших державах. Сексуальна поведінка і агресія можуть бути настільки глибоко переплетені, що законність статевих відносин між неповнолітніми за обопільною згодою, без сумніву, вплине на насильство у романтичних стосунках між підлітками.

## Природа проти виховання
Були проведені значні дослідження причин насильницької поведінки в романтичних відносинах між підлітками з метою орієнтації на створення програм щодо запобігання насильства у стосунках, і, так само, були отримані дані про роль природи й виховання в розвитку такої поведінки зі значною перевагою стосовно виховних факторів. У дослідженні, опублікованому в журналі "Епідеміологія і здоров'я населення", вивчався потенційний зв'язок між різноманітним несприятливим дитячим досвідом і фізичним насильством у відносинах до 21 року для обох учасників. Учасникам були поставлені питання про насильство в їхніх підліткових відносинах або жертвою, або насильником, а також про дитинство, пов'язане з дванадцятьма різними негараздами: смерть батьків, розлучення батьків, довгострокове розлучення з батьками, психічне захворювання батьків, зловживання алкоголем і наркотиками, злочинність батьків, насильство між батьками, серйозне фізичне захворювання в дитинстві, фізичне насильство, сексуальне насильство, зневага і сімейні економічні негаразди. Результати показали сильний позитивний зв'язок між десятьма з дванадцяти дитячих негараздів і фізично агресивною поведінкою в підліткових відносинах: 13,8% відповіли на опитування про сексуальне насильство, а 11,6% - про насильство між батьками. Це вказує на великий вплив досвіду, або природи, на схильність до насильства в романтичних відносинах між підлітками. Ці висновки підтверджуються і чисельними іншими дослідженнями, в яких як важливі показники майбутнього насильства у романтичних стосунках між підлітками згадуються знущання з дітей, напади та жорстоке поводження. Попри те, що детальних досліджень взаємозв'язку між природою і насильством у романтичних відносинах між підлітками було проведено мало, був доведений взаємозв'язок між рівнем тестостерону та схильністю до насильства, які могли б проявитися в підліткових романтичних відносинах.
В цілому, оскільки діти в ранньому віці встановлюють соціальні відносини зі своїми батьками, а в юному віці є настільки психічно піддатливими, більшість свідчень вказує на несприятливий досвід або переживання в дитинстві як причину такої поведінки в підлітковому віці.

## Поширеність і способи розв’язання проблеми
В літературі з теми насильства у романтичних стосунках між підлітками дослідження проводилися на прикладі відносин молоді країн Кавказу, і досі не існує праць, в яких особлива увага приділялася б насильству в підліткових одностатевих романтичних стосунках.

### Сполучені Штати

#### Статистика
У стосунках домашнє та сексуальне насильство зачіпають жінок незалежно від їх віку, особливо уразливими є підлітки та молоді жінки. Молоді люди у віці від 12 до 19 років частіше за всіх піддаються зґвалтуванням і сексуальним домаганням, а люди у віці 18 і 19 років частіше за інших піддаються переслідуванням. Приблизно кожна третя дівчинка-підліток у Сполучених Штатах є жертвою фізичного, емоційного або словесного насильства з боку партнера, що значно перевищує показники віктимізації по іншим проявам насильства, які зачіпають молодь. Марк Грін, колишній представник штату Вісконсин, заявив:  "Якби кількість випадків домашнього насильства (насильства у стосунках), які ми спостерігаємо, була віднесена до тероризму або групового насильства, то вся країна озброїлася б, і це було б головним сюжетом в новинах щоночі ". За даними організації "Здоров'я жінок" 81% опитаних батьків або вважають, що насильство на побаченнях не є проблемою, або визнають, що не знають, чи є це проблемою; це пов'язано з ростом насильства на побаченнях у відносинах підлітків. Насильство у романтичних стосунках з роками просунулося вперед [потребує роз'яснення] за допомогою комунікаційних технологій. Опитування, проведене Teenage Research Unlimited, показало, що 10 відсотків підлітків піддавалися фізичним погрозам через електронну пошту, миттєві повідомлення, текстові повідомлення, чати й т.д.
У 2008 році був проведений метааналіз, який базувався на 62 емпіричних дослідженнях, проведених в період 1996-2006 років і, які стосуються насильства в сім'ї в гетеросексуальних інтимних відносинах, починаючи з підліткового віку і до дорослого життя в Сполучених Штатах. Були отримані результати досліджень, які незмінно свідчать про те, що жінки-підлітки скоюють значно більше актів насильства в сім'ї в інтимних відносинах, ніж чоловіки-підлітки. Разом з тим, в ньому стверджувалося, що дані також вказують на те, що жінки, які вчиняють акти насильства в сім'ї, можуть відчувати сильнішу або частішу віктимізацію насильства, ніж чоловіки, і що найвищими показниками [стосується жінок-насильників] було виявлено емоційне насильство, за яким слідувало фізичне та сексуальне насильство. Показники розповсюдження значно варіювалися в межах кожної популяції, швидше за все, через методологічні й вибіркові відмінності між дослідженнями. Автори додали: "Існує мало поздовжніх досліджень, що обмежують ступінь виявлення закономірностей у розвитку, пов'язаних з насильством над сексуальним партнером з боку жінок". Вони виявили кілька досліджень, в яких повідомлялося про показники поширеності насильства з боку інтимного партнера серед жінок у два і більше тимчасових інтервалів, що, за їхніми словами, ускладнює отримання чіткої картини моделей розвитку, пов'язаних з цим проявом насильства. Крім того, було проведено лише одне дослідження, в якому повідомлялося про показники поширеності з плином часу скоєння НІП серед дівчаток-підлітків. "Дане дослідження виявило значне збільшення випадків скоєння насильства за шестимісячний період; проте вони виміряли тривалість існування насильства з боку інтимного партнера, тому неясно, чи було реальне збільшення або просто накопичення насильства ", - заявили автори. Разом узяті, ці дослідження дають досить обмежені докази того, що жінки, які вчиняють акти насильства до жінок, можуть слідувати по тій же траєкторії розвитку, що й інші форми насильства. [...]На жаль, у багатьох дослідженнях, які увійшли в справжній огляд, використовувалися модифіковані або альтернативні інструменти, що ускладнювало точне порівняння оцінок розповсюдження випадків насильства.
В ході дослідження, проведеного у 2009 році, Центр по контролю і профілактиці захворювань встановив, що 9,8% старшокласників в США повідомили про те, що протягом попередніх 12 місяців їхній хлопець або дівчина навмисно завдавали фізичні каліцтва. За даними загальнонаціонального опитування населення США, проведеного Центром по контролю і профілактиці захворювань у 2011 році, 23% жінок і 14% чоловіків, які коли-небудь піддавалися зґвалтуванню, іншому фізичному насильству або переслідуванню з боку інтимного партнера, вперше зіткнулися з тією чи іншою формою насильства з боку партнера в віці від 11 до 17 років. У віці від 16 до 24 років молодь найбільш схильна до насильства у романтичних стосунках. Крім того, за даними Центру по контролю і профілактиці захворювань, кожен десятий підліток буде піддаватися фізичному насильству в період між сьомим і дванадцятим класами. Через насильство жертви частіше зловживають наркотиками та алкоголем, практикують ризиковану сексуальну поведінку, розвивають розлади харчової поведінки та намагаються покінчити життя самогубством. Вищенаведені цифри примітні своїми розмірами й розбіжностями, вказуючи на те, що в якийсь момент між народженням дитини й вступом до середньої школи величезна кількість чоловіків дізнається, що деяким чином жорстоко поводитися зі своїми партнерами корисно і допустимо. Взаємодія чоловіків, які навчаються насильницької поведінки, полягає в тому, що жінки не усвідомлюють цього факту, а дізнаються про це через нашу культуру і через насильство, спрямоване проти них, що вони повинні бути слухняними. Чоловіки, які вивчають насильницьку поведінку, в поєднанні з жінками, які вважають це нормальним, створюють цикл, в якому жінки піддаються насильству, вчаться миритися з цим і передають цю ідею своїм дітям, а також повторюють цей процес. Згідно з дослідженням, проведеним Сюзан М. Сандерс, вона виявила, що багато підлітків не завжди розглядають агресивну поведінку як насильство або жорстокість, і приблизно 77,6% молодих дівчат погодилися з тим, що після фізичної сутички, наприклад, після того, як їх штовхнув партнер, вони перестануть з ними зустрічатися. Проведене дослідження показало, що багато підлітків, в основному жінки, більш схильні йти геть тільки після того, як сталася фізична сутичка. В ході цих досліджень було встановлено, що після фізичної сутички жертва буде вважати це образливим і, кінець кінцем, захоче розірвати стосунки. Насильство у романтичних стосунках між підлітками — це питання, яке необхідно зрозуміти, щоб домогтися справжньої рівності між статями і допомогти зупинити насильство з боку дорослих партнерів до того, як воно станеться.
Рейчел Кассада Лохманн, автор книги "Сексуальна травма дівчат-підлітків", підкреслює, що ізоляція і монополізація часу партнера є основними причинами, за якими подібне насильство відбувається між підлітками. Окрім того, автор вказує, що, як правило, тільки половина батьків в США ведуть розмови з дітьми про насильство у романтичних стосунках між підлітками. Це призводить до нестачі інформації про феномен, що охоплює населення підліткового віку.

#### Законодавство
У Сполучених Штатах Америки Національна конференція законодавців штатів заявляє, що політики можуть відігравати певну роль в запобіганні насильства у підліткових стосунках, і  перераховує ті штати, які на цей час мають закони, що вимагають від шкільних рад розробляти і приймати програми для розв’язання цієї проблеми. Крім того, за даними Національної конференції законодавців штатів, у 2011 році щонайменше у восьми штатах було введено в дію законодавство по боротьбі з насильством у романтичних стосунках між підлітками. 31 січня 2011 президент Обама проголосив лютий 2011 року "Національним місяцем підвищення обізнаності та запобігання насильства у романтичних стосунках між підлітками". У 2006 році в США вперше був визнаний "Національний тиждень підвищення обізнаності та запобігання насильства у романтичних стосунках між підлітками", спонсором якого виступив сенатор Майк Крейпо, з метою підвищення обізнаності та освіти громадськості про поширеність насильства у романтичних стосунках  серед підлітків нашої [про США] країни. Перший тиждень лютого був  так визнаний протягом усього 2009 року. Починаючи з 2010 року сенатор Крейпо приєднався до Міністерства юстиції, визнавши лютий місяцем  підвищення обізнаності та запобігання насильства у романтичних стосунках між підлітками.

#### Національна гаряча лінія і організації
Національна телефонна служба допомоги проти насильства у романтичних стосунках, створена Національною гарячою лінією з питань насильства в сім'ї, є цілодобовим загальнонаціональним інтернет- і телефонним ресурсом, створеним для надання допомоги підліткам і молодим людям, які стикаються з випадками насильства у романтичних стосунках. Вони надають інформацію про побудову здорових відносин і про те, як розпізнати попереджуючі знаки насильства.  Це єдина гаряча лінія в країні, яка обслуговує всі 50 штатів, Пуерто-Рико і Віргінські острови.
- Futures Without Violence[en]
- Jennifer Ann's Group[en]
- Loveisrespect, National Teen Dating Abuse Helpline[en]
- National Domestic Violence Hotline[en]
- Peer Health Exchange[en]

### Сполучене Королівство
У 2010 році в рамках кампанії Хоум-офіс за допомогою телебачення, радіо, інтернету та плакатів були розміщені рекламні оголошення, адресовані хлопчикам і дівчаткам віком від 13 до 18 років. Ця кампанія була проведена після дослідження Центру по контролю і профілактиці захворювань, яке показало, що приблизно чверть жінок у віці від 13 до 17 років піддавалися фізичному насильству з боку свого партнера.
- The Hideout [Архівовано 9 квітня 2020 у Wayback Machine.]
- Refuge [Архівовано 24 жовтня 2017 у Wayback Machine.]
- Respect [Архівовано 27 квітня 2020 у Wayback Machine.]
- Women's Aid Federation of England [Архівовано 21 квітня 2020 у Wayback Machine.]

## Інші організації
RespectED, організація створена Канадським Червоним Хрестом, надає інформацію підліткам, батькам і вчителям про жорстоке поводження у романтичних стосунках.

## Зовнішні посилання
- Preventing Teen Dating Violence. CDC. Архів оригіналу за 6 квітня 2020. Процитовано 6 квітня 2020.

## Дивись також
- Outline of domestic violence[en]
- Репродуктивне насильство